# Észak-Amerika
Észak-Amerika az északi félgömbön és nagyrészt a nyugati félgömbön található geológiai kontinens, amelyik az észak-amerikai kéreglemezen fekszik. Dél-Amerikával együtt alkotja az amerikai szuperkontinenst. A kéreglemez kis része Kamcsatka és Csukcsföld révén az eurázsiai kontinens része. Ugyanakkor Észak-Amerikához tartozik Kaliforniának a Szent András-törésvonal és a Csendes-óceán közötti része, amely geológiailag a csendes-óceáni kéreglemez része.
Társadalmi–politikai–kulturális értelemben Amerika északi részét alkotja.
Északon a Jeges-tenger határolja, keleten az Atlanti-óceán és a Karib-tenger, nyugaton a Csendes-óceán. Területe nagyjából 24 500 000 km², ezzel elfoglalja bolygónk 4,8%-át. Lakossága körülbelül 514 600 000 fő (2002. július), ezzel a negyedik legnépesebb földrész (Ázsia, Afrika és Európa után).

## Földrajz
Geopolitikai szempontból az észak-amerikai kontinens három fő részre osztható: 
- az észak-amerikai régió (a szűkebb értelemben vett Észak-Amerika),
- a közép-amerikai régió, azaz a tágabb, geopolitikai értelemben vett Közép-Amerika
- a Karib-térség.

Az angol nyelvben az észak-amerikai kontinenst és az észak-amerikai régiót a North America és Northern America kifejezésekkel különböztetik meg egymástól.
Az észak-amerikai régió és a közép-amerikai régió közötti természetföldrajzi határ a Tehuantepeci-földszoros. Közép-Amerikát természetföldrajzi szempontból akár önálló kontinensnek is lehetne tekinteni. Azért sorolják mégis az észak-amerikai kontinenshez, mert túl kicsi ahhoz, hogy külön földrésznek tekintsék. Az észak-amerikai kontinens egyetlen kapcsolata Dél-Amerikával a vékony Panama-földszoros. Geopolitikai szempontból a földnyelv és a Panama-csatorna is Észak-Amerikához tartozik.
Északkeleten Grönland szintén az észak-amerikai kontinenshez tartozik, mivel azonos tektonikus lemezen találhatóak.

## Képek

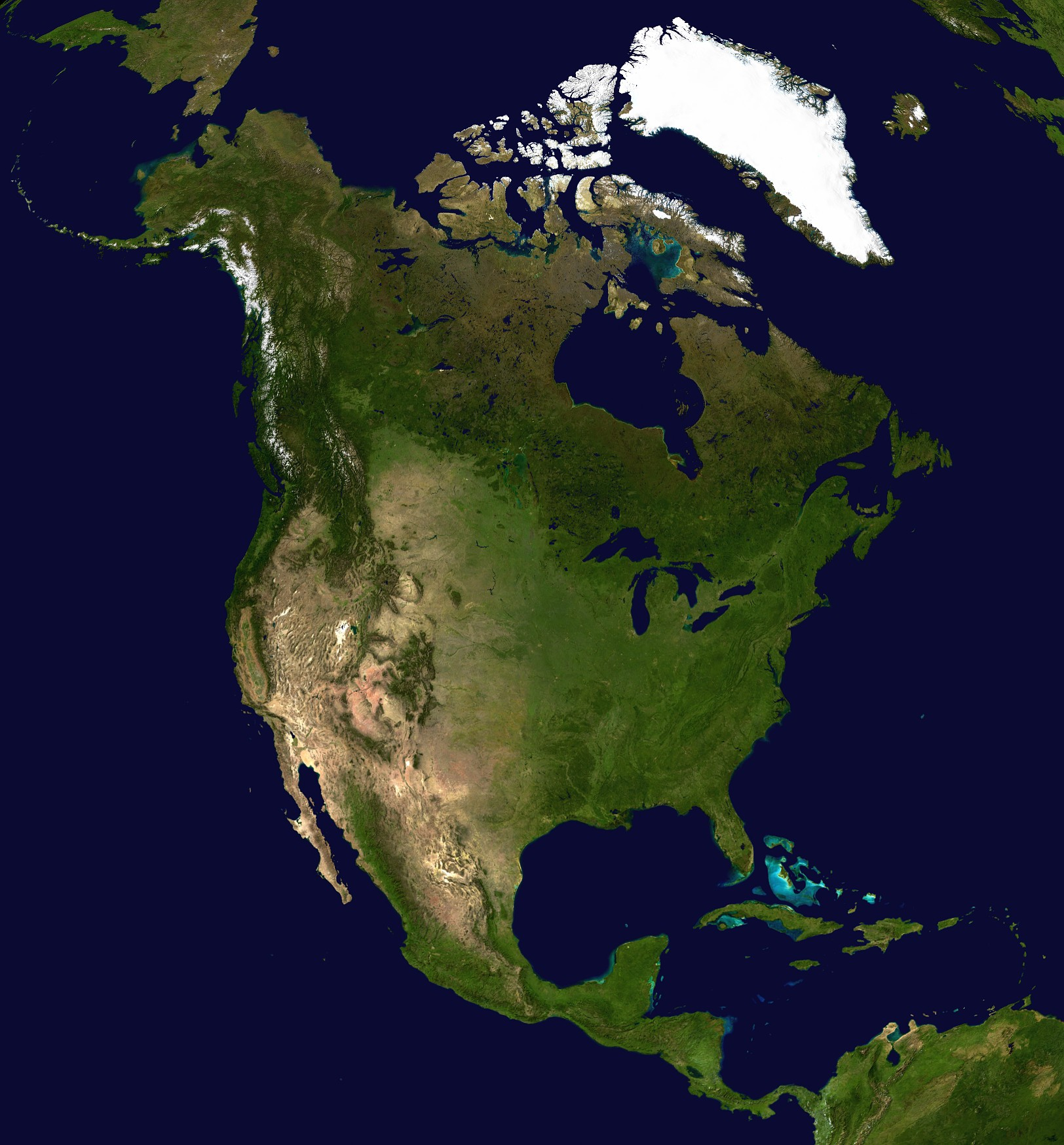
Műholdkép
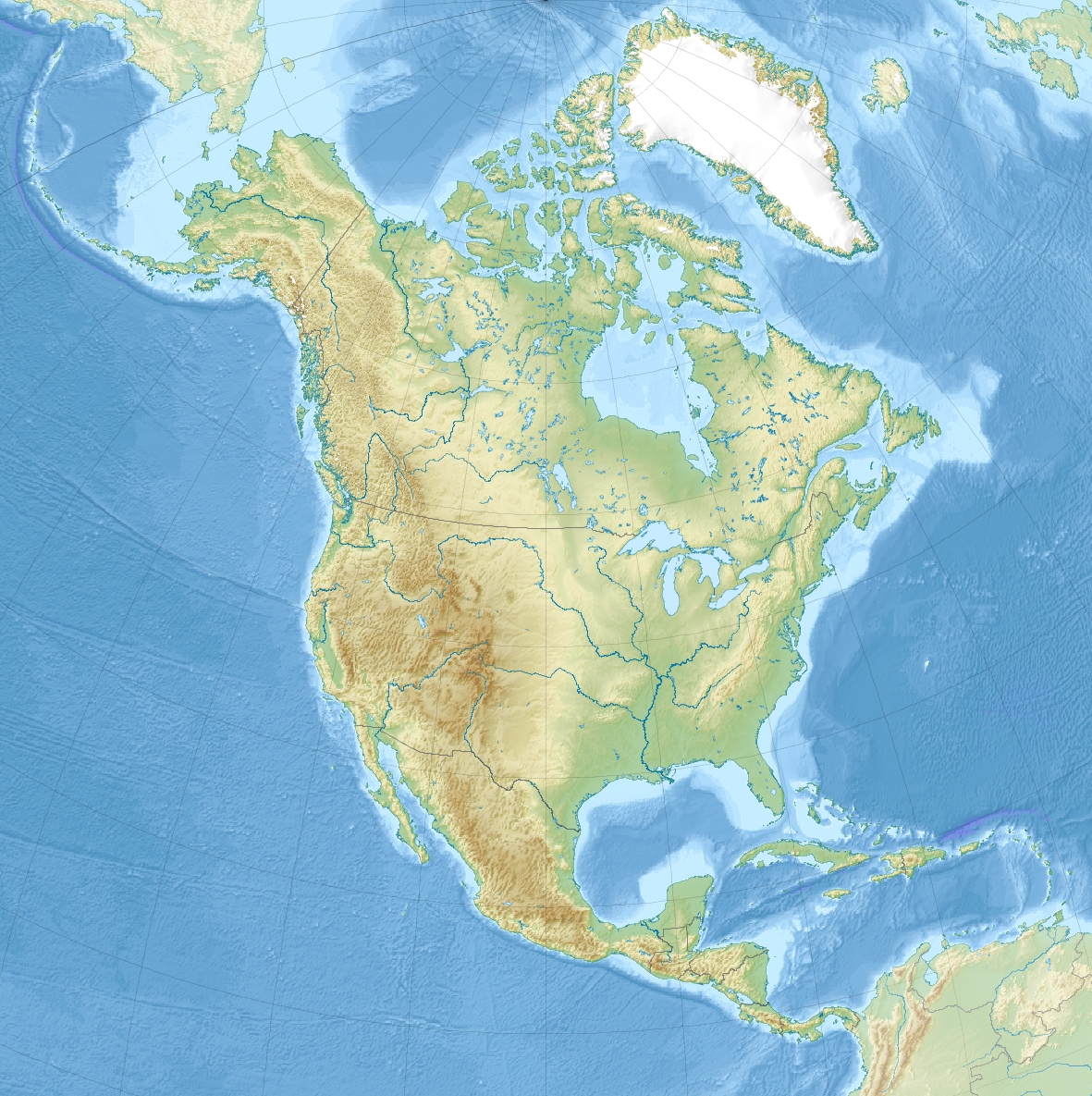
Domborzati térkép
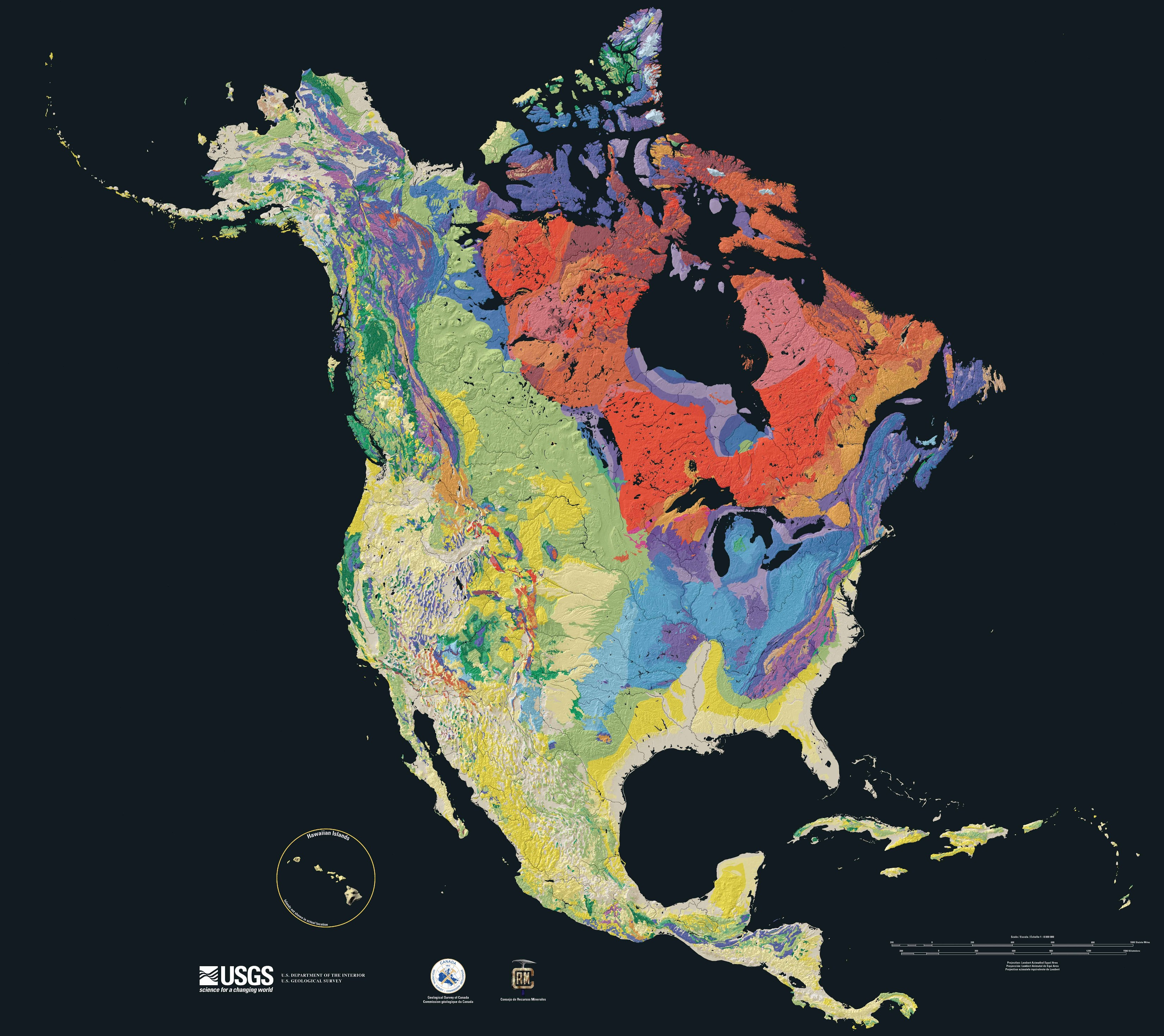
Kőzetek
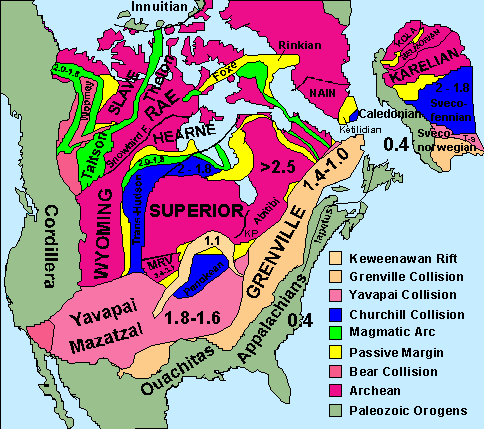
Kőzetlemezek
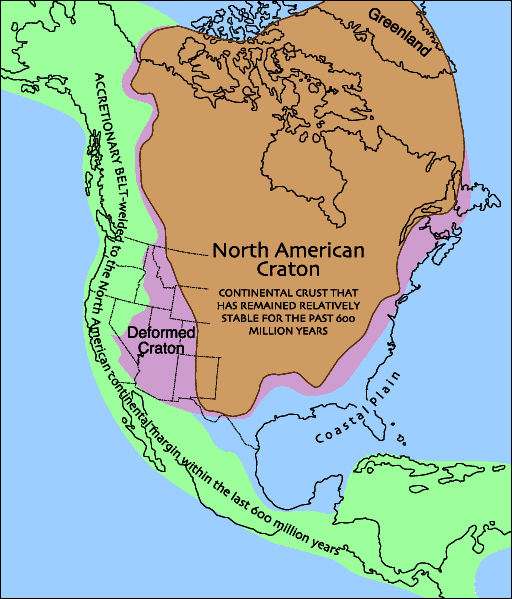
Az Észak-amerikai lemez
Éghajlati övek térképe
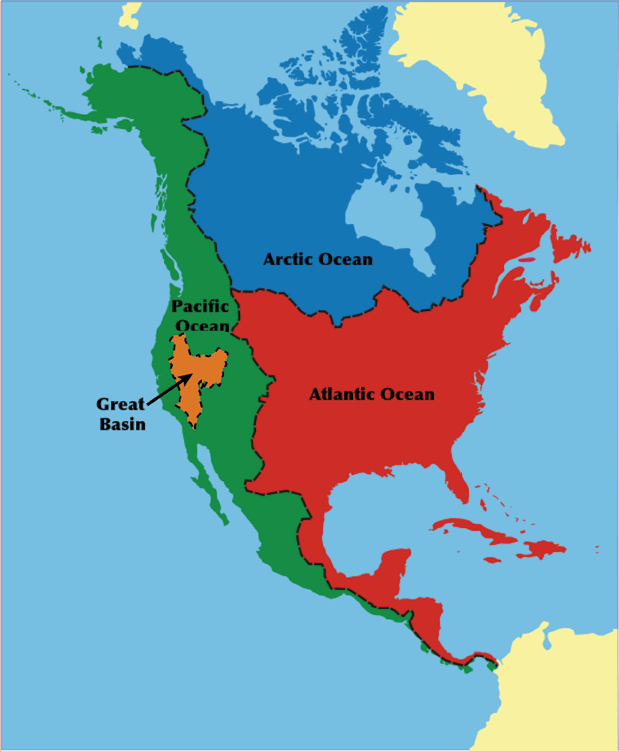
Az óceánok vízgyűjtő területei
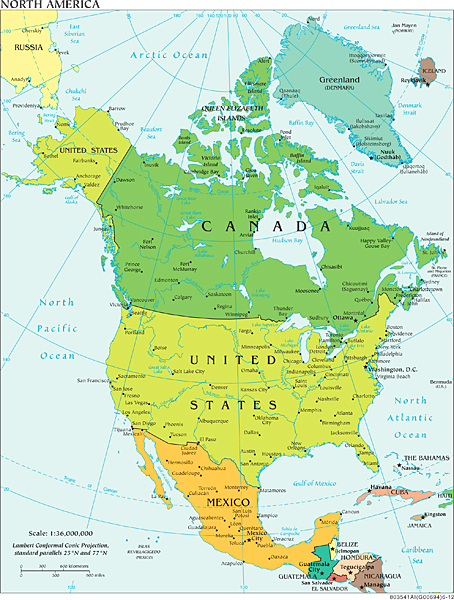
Politikai térkép

## Történelem
Észak-Amerikában becslések szerint i. e. 13 000 körül jelent meg az ember, aki a Bering-szoroson keresztül jutott a kontinensre, itt számos, különböző kultúrával rendelkező indiánközösséget hozott létre, sokféle indián kultúra jött létre és virágzott, míg mások lehanyatlottak. Lényeges népek voltak az olyan birodalommá váló törzsek és közösségek, mint az aztékok és a maják, míg a kontinens közepén az Anasazi, Hohokam és Hopewell-kultúra vált jelentőssé, ez utóbbi 700 körül Mississippi-kultúrává vált, melynek fénykorában olyan akkor jelentős, 30 000-es becsült lélekszámú városa is volt, mint a Cahokia néven ismert település a mai Saint Louistól keletre.
Észak-Amerika a távolság miatt sokáig elszigetelt kontinensnek számított, bár 1000 körül Leif Eriksson vélhetően elérte a partvidékét, ez sokáig továbbra sem jelentett érdemi változást. Ez csak Kolumbusz Kristóf 1492-es felfedezőútja után következett be, ami után megkezdődött a gyarmatosítás az „Újvilágban”. Először spanyol, majd francia, később angol, holland és svéd gyarmatok is létrejöttek a kontinens különböző részein a 16.-17. század során. A spanyol gyarmatok leginkább a kontinens déli és délnyugati területeit érintették, elsőként a mai Florida és Mexikó területén, Santa Fe, San Antonio, Tucson, San Diego, Los Angeles és San Francisco mind spanyol gyarmati településekként jöttek létre. A franciák északra, a mai Kanada területén kezdtek gyarmatosításba a 17. század elején, először a mai Québec területén, miután Jacques Cartier felfedező még az 1530-as években felfedezőutakat tett a Szent Lőrinc-folyó torkolatánál. Az angolok csak ez után jelentek meg a kontinensen Francis Drake vezetésével, első településüket Roanoke szigetén hozták létre, amelynek környékét Walter Raleigh királyi kegyenc Virginiának nevezte el I. Erzsébet, a „szűz királynő” után (az itthagyott első telepesek később ismeretlen okból eltűntek). Az első tartósan sikeres brit gyarmati település az 1607-es alapítású Jamestown lett. Jelentős lakossági betelepülést hozott a Mayflower nevű hajó 1620-as indulása az angol Plymouth-ból az amerikai Plymouth-ba, mely végül 1621-ben ért célba, fedélzetén puritánok első jelentősebb csoportjával. Időközben a hollandok és svédek is hoztak létre gyarmatokat az 1620-as évektől, köztük a Holland Kelet-Indiai Társaság gyarmatai voltak jelentősebbek, melyek főleg a Hudson és Delaware folyók torkolatait érintették, előbbiben jött létre Új-Amszterdam néven a későbbi New York település. Idővel azonban a britek sikeresen kiszorították őket a kontinensről, legkésőbb 1685-ig, amikor minden holland és svéd gyarmat brit fennhatóság alá került. 1689 és 1763 között a hétéves háború részeként egymás után négy gyarmatközi háborút is folytattak a franciákkal, akik északról a kontinens belsőbb területeire vetettek szemet, de mindegyik konfliktus végül a britek győzelmével zárult, így a franciák csak északon tudtak továbbra is gyarmatokat birtokolni Új-Franciaország néven; ezekből jött később létre Kanada 1867-ben.
1732-re alakult ki az a tizenhárom brit gyarmat, lényegében a kontinens keleti partja mentén – leszámítva a későbbi Québec-et és Floridát –, amelyek a későbbi Amerikai Egyesült Államok (USA) első 13 szövetségi államai lettek. Virginia után Massachusetts, Maryland, Rhode Island, Connecticut, New York, New Jersey, New Hampshire, Pennsylvania, Delaware, Észak-Karolina, Dél-Karolina és Georgia lettek ezek a gyarmatok. A 18. század közepére a gyarmatok szembe fordultak Angliával, ennek oka, hogy Anglia a saját nehéz gazdasági helyzetét a gyarmatok egyre növekvő megadóztatásával kívánta fedezni, ami növelte a gyarmati lakosság ellenszenvét, főleg, hogy saját képviselőt nem küldhettek a brit parlamentbe, ezért igazságtalannak és törvénytelennek érezték a kivetett adókat. A tea vámjához kapcsolódó „bostoni teadélután” után 1775-ben kitört az amerikai függetlenségi háború, ami 1782-ben a britek vereségével végződött, az 1783-as békekötéssel pedig az 1776. július 4-én Kontinentális kongresszus által elfogadott függetlenségi nyilatkozat is érvénybe lépett, amivel a 13 gyarmatból megalakult az Amerikai Egyesült Államok, ami a 20. századra 50 szövetségi tagállamával a kontinens második legnagyobb területű országa lett Kanada után. Az ipari forradalom után pedig az USA és Kanada képében Észak-Amerika lett a világ egyik legfejlettebb és leggazdagabb gazdasági térsége.
A spanyol gyarmatok helyzete másként alakult. Az Észak és Dél-Amerika közti Tehuantepeci-földszoros északi részén, mely Közép-Amerika részének is tekinthető előbb az olmékok, majd a maják és az aztékok éltek, gazdag kultúrális hagyatékot maguk után hagyva. Hernán Cortés 1519. április 22-én lépett partra Veracruznál, majd kihasználva a bennszülöttek hiszékenységét rövid idő alatt leigázta a Cortés-ban a visszatérő Ketzalkóatl istent látó aztékokat. Az erőszakos hódítás mellett a behurcolt betegségek is megtizedelték a helyi lakosságot. A spanyol hódoltság itt egészen a 19. századig fennállt, ahol a helyi indiánok lettek a gyarmattá váló terület legalacsonyabb rendű lakói. 1808-ban kezdődött a lázadás csíráiból valódi szervezkedés, és mikor Napóleon elfoglalta Spanyolország nagy részét megszűnt a gyarmat közvetlen spanyol ellenőrzése. 1810. szeptember 16-án Miguel Hidalgo y Costilla vezetésével függetlenségi harcok kezdődtek, és bár Hidalgót, majd utódját, José María Morelost is kivégezték, 1821-ben Spanyolország kénytelen volt a gyarmatai függetlenségét elismerni, amitől Mexikó önálló állammá vált. Az új állam élete azonban később sem lett könnyű, különféle vezetők váltották egymást a következő évtizedekben, viszont a rabszolgaságot már 1829-ben megszüntették. 1846 és 1848 között háború folyt Mexikó és az Amerikai Egyesült Államok között, amelynek végeredményeként Mexikó jelentős területeket vesztett, ekkor lett Arizona, Texas, Új-Mexikó és Kalifornia északi része is az USA tagállama. Mexikót kevés időszaktól eltekintve alapvetően a javarészt elszegényedő lakosság és az antidemokratikus rendszerek, valamint azok intézkedései jellemezték.
Eközben a szintén spanyol gyarmat Florida sorsa is érdekes kanyarokat vett, miután a gyarmati háborúk után brit, az amerikai függetlenségi háború után pedig megint spanyol fennhatóság alá került, amit viszont Spanyolország már nem tudott felügyelni, ezért 1819-ben átadta azt az USA-nak. Az itteni szeminol indiánok áttelepítése Andrew Jackson 1830-as indiánkitelepítési határozatával valósult meg, hogy hozzáférjenek a termőföldhöz, de a kitelepítés ellen lázadó indiánok ellenkezése a szeminol háborúkhoz vezettek, a benne résztvevő indiánok nagy részének életét követelve. A kitelepítés után indult Florida fejlődésnek, ami 1845-ben lett a 27. tagállam.

## Észak-Amerikához tartozó területek

### Független államok
| - Amerikai Egyesült Államok - Antigua és Barbuda - Bahama-szigetek - Barbados - Belize - Costa Rica - Dominikai Közösség - Dominikai Köztársaság - Franciaország - Grenada - Guatemala - Haiti - Hollandia | - Honduras - Jamaica - Kanada - Kuba - Mexikó - Nicaragua - Panama - Saint Kitts és Nevis - Saint Lucia - Saint Vincent és a Grenadine-szigetek - Salvador - Trinidad és Tobago |

### Függő területek
| - Amerikai Virgin-szigetek - Anguilla - Aruba - Bermuda - Bonaire - Brit Virgin-szigetek - Curaçao - Grönland - Kajmán-szigetek - Montserrat - Navassa-sziget - Petrell-szigetek - Puerto Rico - Saba - Saint-Barthélemy - Saint-Martin - Saint-Pierre és Miquelon - Serranilla-sziget - Sint Eustatius - Sint Maarten - Turks- és Caicos-szigetek |

## Területek és régiók
| Terület neve                               | Terület (km²) | Népesség (2002. július 1-jei adat) | Népsűrűség (per km²) | Főváros          |
| ------------------------------------------ | ------------- | ---------------------------------- | -------------------- | ---------------- |
| Észak-amerikai régió:                      |               |                                    |                      |                  |
| Amerikai Egyesült Államok                  | 9 629 091     | 295 734 134                        | 30,7                 | Washington       |
| Bermuda (Nagy-Britannia)                   | 53            | 65 365                             | 1233,3               | Hamilton         |
| Grönland (Dánia)                           | 2 166 086     | 56 375                             | 0,026                | Nuuk             |
| Kanada                                     | 9 984 670     | 32 805 041                         | 3,3                  | Ottawa           |
| Mexikó                                     | 1 972 550     | 106 202 903                        | 53,8                 | Mexikóváros      |
| Saint-Pierre és Miquelon (Franciaország)   | 242           | 7 012                              | 29,0                 | Saint-Pierre     |
| Közép-amerikai régió:                      |               |                                    |                      |                  |
| Belize                                     | 22 966        | 279 457                            | 12,2                 | Belmopan         |
| Costa Rica                                 | 51 100        | 4 016 173                          | 78,6                 | San José         |
| Salvador                                   | 21 040        | 6 704 932                          | 318,7                | San Salvador     |
| Guatemala                                  | 108 890       | 14 655 189                         | 134,6                | Guatemalaváros   |
| Honduras                                   | 112 090       | 6 975 204                          | 62,2                 | Tegucigalpa      |
| Nicaragua                                  | 129 494       | 5 465 100                          | 42,2                 | Managua          |
| Panama                                     | 78 200        | 3 039 150                          | 38,9                 | Panamaváros      |
| Karibi-térség:                             |               |                                    |                      |                  |
| Anguilla (Nagy-Britannia)                  | 102           | 13 254                             | 129,9                | The Valley       |
| Antigua és Barbuda                         | 443           | 68 722                             | 155,1                | St. John’s       |
| Aruba (Hollandia)                          | 193           | 71 566                             | 370,8                | Oranjestad       |
| Bahama-szigetek                            | 13 940        | 301 790                            | 21,6                 | Nassau           |
| Barbados                                   | 431           | 279 254                            | 647,9                | Bridgetown       |
| Bonaire (Hollandia)                        | 294           | 17 408                             | 59                   | Kralendijk       |
| Brit Virgin-szigetek (Nagy-Britannia)      | 153           | 22 643                             | 148,0                | Road Town        |
| Curaçao (Hollandia)                        | 444           | 152 760                            | 344                  | Willemstad       |
| Dominikai Közösség                         | 754           | 69 029                             | 91,6                 | Roseau           |
| Dominikai Köztársaság                      | 48 730        | 8 950 034                          | 183,7                | Santo Domingo    |
| Grenada                                    | 344           | 89 502                             | 260,2                | St. George’s     |
| Guadeloupe (Franciaország része)           | 1 780         | 448 713                            | 252,1                | Basse-Terre      |
| Haiti                                      | 27 750        | 8 121 622                          | 292,7                | Port-au-Prince   |
| Jamaica                                    | 10 991        | 2 731 832                          | 248,6                | Kingston         |
| Kajmán-szigetek (Nagy-Britannia)           | 262           | 44 270                             | 169,0                | George Town      |
| Kuba                                       | 110 860       | 11 346 670                         | 102,4                | Havanna          |
| Martinique (Franciaország része)           | 1 100         | 432 900                            | 393,5                | Fort-de-France   |
| Montserrat (Nagy-Britannia)                | 102           | 9 341                              | 91,6                 | Plymouth; Brades |
| Navassa-sziget (USA)                       | 5             | —                                  | —                    | —                |
| Puerto Rico (USA)                          | 9 104         | 3 916 632                          | 430,2                | San Juan         |
| Saba (Hollandia)                           | 13            | 1991                               | 150                  | The Bottom       |
| Saint Kitts és Nevis                       | 261           | 38 958                             | 149,3                | Basseterre       |
| Saint Lucia                                | 616           | 166 312                            | 270,0                | Castries         |
| Saint Vincent és a Grenadine-szigetek      | 389           | 117 534                            | 302,1                | Kingstown        |
| Sint Eustatius (Hollandia)                 | 21            | 4020                               | 190                  | Oranjestad       |
| Sint Maarten (Hollandia)                   | 34            | 37 429                             | 1100                 | Philipsburg      |
| Trinidad és Tobago                         | 5 128         | 1 088 644                          | 212,3                | Port of Spain    |
| Turks- és Caicos-szigetek (Nagy-Britannia) | 430           | 20 556                             | 47,8                 | Cockburn Town    |
| Amerikai Virgin-szigetek (USA)             | 352           | 108 708                            | 308,8                | Charlotte Amalie |
| Összesen                                   | 24 506 524    | 514 684 479                        | 21,0                 |                  |

Megjegyzés: A Népsűrűség oszlop Összesen soránál az átlag látható.